# Floden utan återvändo
Floden utan återvändo (engelska: River of No Return) är en amerikansk westernfilm  filmad i Technicolor och CinemaScope från 1954 i regi av Otto Preminger. I huvudrollerna ses  Robert Mitchum och Marilyn Monroe.

## Rollista i urval
- Robert Mitchum – Matt Calder
- Marilyn Monroe – Kay Weston
- Tommy Rettig – Mark Calder
- Rory Calhoun – Harry Weston
- Douglas Spencer – Sam Benson
- Murvyn Vye – Dave Colby